# Misburger Wasserturm

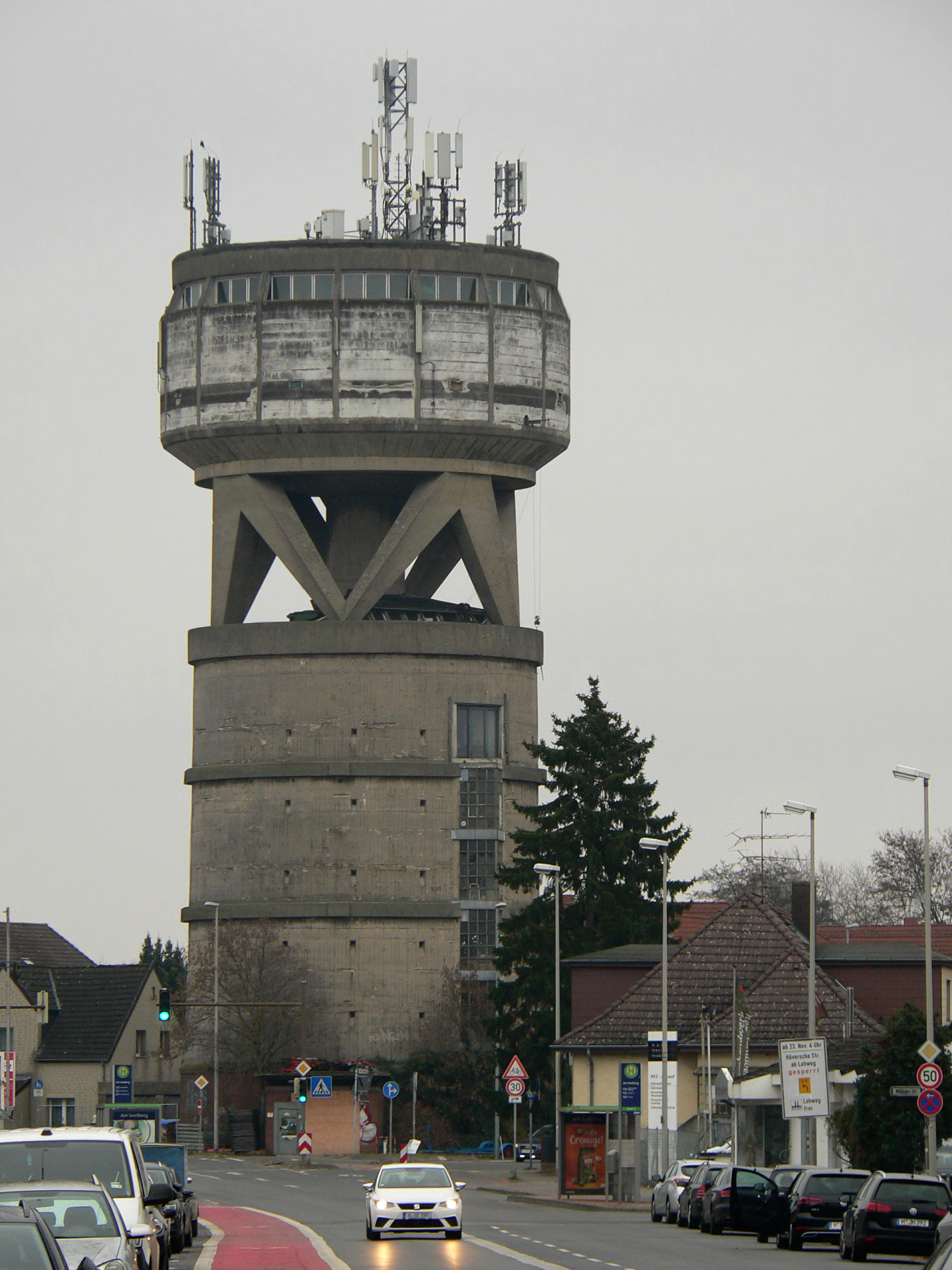
Misburger Wasserturm an der Straßengabelung Hannoversche Straße Ecke Am Seelberg (2021)

Der Misburger Wasserturm oder Wasserturm Misburg in Hannover ist ein im 20. Jahrhundert errichteter, ehemaliger Luftschutzbunker mit einem aufgesetzten Wasserbehälter.

## Lage und Wahrzeichencharakter
Die Adresse des Misburger Wasserturms ist Hannoversche Straße 75 im heute zu Hannover gehörenden Stadtteil Misburg-Nord; er befindet sich an der Straßengabelung Hannoversche Straße und Am Seelberg. Von Westen führt die Hannoversche Straße auf langer Distanz direkt auf das Turmbauwerk zu und unterstreicht damit dessen städtebaulich markante Wirkung. Der Misburger Wasserturm gilt als Wahrzeichen der bis 1974 eigenständigen Stadt Misburg und ist noch heute ortsbildprägende für den Stadtteil.

## Geschichte
Der Wasserturm besteht im Kern aus einem 1941 während des Zweiten Weltkrieges errichteten Luftschutzhochbunker der Baureihe „Rundturm“, von der in Hannover ein gut erhaltenes Exemplar der Bunker am Deisterkreisel ist. 
Während der Luftangriffe auf Hannover und in Misburg insbesondere auf die Erdölraffinerie-Anlagen der Deurag-Nerag am Misburger Hafen diente der turmartige runde Hochbunker Misburger Zivilpersonen als Schutzraum vor den Fliegerbomben. Bei Fliegeralarm durften mitunter auch „[…] einige Zwangsarbeiter und Kriegsgefangene, aber nur aus westeuropäischen Ländern“, in den Bunker. Die aus den Konzentrationslagern Neuengamme und Buchenwald bis zu 1200 zur Zwangsarbeit in das nahegelegene KZ-Außenlager Hannover-Misburg Deportierten – zumeist aus Polen und der Sowjetunion – fanden keinen Schutz in dem Rundbunker.
Bei einem der schwersten Bombenangriffe auf Misburg wurde der Hochbunker am 24. August 1944 durch einen Nahtreffer indirekt beschädigt. Zerstört wurde die Zerschellerplatte, die ein Explodieren einer Bombe unter dem Bunker verhindern sollte. Die Schutzräume im Bunker hatten keinen Schaden genommen.
Nach dem Zweiten Weltkrieg wurde der Hochbunker entfestigt und verlor sein Kegeldach. 
Im Jahr 1959 erhielt der Turmschaft den markanten Stahlbeton-Wasserbehälteraufsatz mit einem Fassungsvermögen von rund 800 m³ auf V-förmigen Streben und wurde dadurch 30 Meter hoch. Von 1960 bis 1971 diente das Gebäude als Wasserturm für die seinerzeit noch selbständige Stadt Misburg.
In den 1980er-Jahren wurde der bis dahin leerstehende Wasserturm für 1000 DM an Privat verkauft. Seit Ende der 1980er Jahre wird das Gebäude mit Übungsräumen für Musikgruppen genutzt.

## Varia
Südlich der Hannoverschen Straße wurde 1962 in Misburg-Nord die Straße Am Wasserturm angelegt.
Ein nahe gelegener Hochbunker ist der Bunker am Seelberg.